# هالة جلال
هالة جلال كاتبة ومخرجة ومنتجة مصرية من مواليد عام 1966.

## حياتها ومسيرتها المهنية
ولدت هالة جلال عام 1966، وتخرجت من كلية الإعلام بجامعة القاهرة عام 1988، ثم التحقت بالدراسة في المعهد العالي للسينما، وتخرجت منع عام 1994 لكي تبدأ مسيرتها المهنية بالعمل في القناة الثالثة بالتليفزيون المصري، ثم أسست شركة سمات للإنتاج والتوزيع الفني بهدف دعم صناعة السينما المستقلة في مصر، وأصبحت المدير التنفيذي للشركة التي أنتجت العديد من الأفلام الوثائقية والقصيرة. ألفت هالة جلال وأخرجت أيضًا العديد من الأفلام التي أنتجتها شركات ومؤسسات أخرى. وفي عام 2025، أختيرت هالة جلال لتكون رئيسة لللدورة السادسة والعشرين من مهرجان الإسماعيلية الدولي للأفلام التسجيلية والقصيرة الذي يقيمه المركز القومي للسينما لتكون بذلك أول سيدة تتولى رئاسة المهرجان منذ تأسيسه.

## أعمالها

### الأفلام
- دردشة نسائية: فيلم روائي أنتج عام 2004.
- نقطة ومن أول السطر: فيلم قصير أنتج عام 2007.
- من القاهرة: فيلم وثائقي أنتج عام 2021، وعُرض لأول مرة ضمن مسابقة آفاق السينما العربية، وفاز بجائزة أفضل فيلم وثائقي خلال فعاليات الدورة الثالثة والأربعين من مهرجان القاهرة السينمائي الدولي، ثم فاز بجائزة لجنة التحكيم الخاصة من مهرجان مالمو للسينما العربية.

### الأعمال الأخرى التي شاركت فيها وليست من إخراجها
| السنة | اسم العمل       | النوع       | نوع المُشاركة   |
| ----- | --------------- | ----------- | -------------- |
| 1997  | المرأة والساطور | فيلم        | سكريبت         |
| 2001  | ولا المواعيد    | فيلم قصي    | مُساعد مُخرج أول |
| 2004  | ألوان الحب      | فيلم        | منتج فني       |
| 2004  | بيروت أول مرة   | فيلم وثائقي | منتج فني       |

## التكريمات والجوائز
عُرض الفيلم الوثائقي «من القاهرة» الذي أخرجته وكتبته وأعدته هالة جلال لأول مرة عام 2022 ضمن مسابقة آفاق السينما العربية، وفاز بجائزة أفضل فيلم وثائقي خلال فعاليات الدورة الثالثة والأربعين من مهرجان القاهرة السينمائي الدولي، كما نالت هالة جلال عن الفيلم في نفس العام جائزة لجنة التحكيم الخاصة من مهرجان مالمو للسينما العربية في دورته الثانية عشرة.

## وصلات خارجية
- صفحتها على قاعدة بيانات الأفلام العربية
- صفحتها على قاعدة بيانات الأفلام على الإنترنت